# Diadoquita
La diadoquita és un mineral de la classe dels fosfats que rep el seu nom del grec διάδοχος diadojos (representant). Va ser anomenada així el 1837 per Johann Friedrich August Breithaupt, en al·lusió al seu origen secundari.

## Característiques
És un fosfat-sulfat de ferro de fórmula química Fe³⁺₂(PO₄)(SO₄)(OH)(H₂O)₅·H₂O. Es troba formant nòduls o en crostes massives. En general, la seva lluentor és mat en materials terrosos, tot i que pot agafar una lluentor cèria a subvítria quan es troba en masses granulars. El seu color oscil·la entre groc i groc-verdós o marró, verd brillant, groc brillant, groc pàl·lid a marró-groguenc sota llum transmesa. La seva duresa a l'escala de Mohs és de 3 a 4.
Durant molt de temps, la diadoquita ha sigut considerada la mateixa espècie que la destinezita, fins que aquesta segona va ser redefinida a espècie pròpia l'any 2002. Avui dia són considerades espècies homòlogues, sent la didoquita la que es troba en forma amorfa i la destinezita l'espècie que cristal·litza en el sistema triclínic.
Segons la classificació de Nickel-Strunz, la diadoquita pertany a «08.D - Fosfats, etc. només amb cations de mida mitjana, (OH, etc.):RO₄ < 1:1» juntament amb els següents minerals: pitticita, destinezita, vashegyita, schoonerita, sinkankasita, mitryaevaïta, sanjuanita, sarmientita, bukovskyita, zýkaïta, giniïta, sasaïta, mcauslanita, goldquarryita, birchita i braithwaiteïta.

## Formació i jaciments
És un mineral secundari que es forma en els dipòsits de carbó a conseqüència de solucions enriquides en sulfats amb fosfats anteriors; comú en els dipòsits de fosfat secundaris en roques pegmatítiques granítiques. També en dipòsits de coves o com a subproductes posteriors a l'activitat minera.
Altres minerals als quals apareix sovint associat són: vivianita, fosfosiderita, melanterita, limonita, leucofosfita, beraunita, wavel·lita, vashegyita, rockbridgeita, pitticita, jahnsita, hidroxilapatita, ferrostrunzita i delvauxita.

## Varietats
La geldiadoquita és l'única varietat de diadoquita que es coneix, i es presenta en forma de gel.